# Conscience nationale serbe
La conscience nationale du peuple serbe, et identité nationale du serbe, se présente sous – au moins – deux versions : des historiens la présentent comme étant une continuité historique, linguistique, religieuse, de mœurs ou de conscience familiale, et parlent alors de conscience ; d'autres historiens considèrent que l'identité nationale serbe n'est née qu'au XIXe siècle et que tous les autres caractères nationaux européens, voire mondiaux, dateraient au plus tôt de la fin du XVIIIe siècle, bien que dans le cas serbe (entre autres) Eric Hobsbawm parle de « protonationalisme populaire » pour les périodes antérieures, et cela dès l'antiquité.

## Première version

### Critères généraux
Dans la première version, la conscience nationale serbe se définit principalement sur deux concepts culturels forts, le premier religieux : le christianisme orthodoxe, au sein de l'Église orthodoxe serbe,. Aujourd'hui 80 % des citoyens de Serbie sont membres de l'Église orthodoxe serbe. Le deuxième marqueur est linguistique, les Serbes parlant le serbo-croate, aussi connu aujourd'hui sous le nom de BCMS.
D'un point de vue ethnique, les Serbes sont des Indo-Européens, slaves.
Dans cette version, il est souligné qu'il ne faut pas confondre être serbe avec être citoyen de l'État de Serbie. Un citoyen de Serbie peut être aussi de nationalité magyar, albanaise, Musulmans (nationalité) ou rom. Signalons, tous les Serbes ne vivent pas en Serbie, 4 millions de Serbes vivant hors de Serbie (voir Diaspora serbe). Sachant qu'en Serbie, lors des recensements, il est demandé au recensement de définir sa nationalité. L'État de Serbie étant fondé sur le communautarisme (lorsque des tentatives d'intégration ont été tentées dans l'ancienne Yougoslavie, elles ont été dénoncées comme des tentatives de génocide culturel par toutes les nationalités composant l'espace yougoslave) et n'a aucune tentation d'intégration vis-à-vis des autres nationalités puisque l'on est considéré citoyen de Serbie, avec une nationalité autre que serbe. Cette vie séparée s'observe par la physionomie de la population Rom de Serbie qui a gardé bien des traits ethniques indiens alors que la population Rom de France, les manouches, les a perdu. Ceci montre l'absence ce métissage en Serbie et la culture de ghettoïsation, sans volonté d'intégration ni de l'État serbe, ni des groupes minoritaires, les deux partis cherchant ainsi à préserver leur identité propre[réf. nécessaire].

### Histoire de la conscience nationale serbe ou Histoire commune, mythe et héros unificateur
Dans l’Antiquité, étaient serbes tous les membres de la tribu slave des « Serbes » qui reconnaissaient le chef de la tribu des Serbes comme leader (voir Liste des souverains serbes). Les Serbes comme les autres Slaves parlaient la même langue et avaient la même religion (voir Mythologie Slave). Le seul moyen de se définir serbe était de reconnaître l’autorité du chef et de parler la langue slave.
Cette identité serbe évolua après la conversion des Serbes au christianisme. Au IXe siècle sous le règne de Mutimir, les Serbes devinrent chrétiens comme leurs voisins croates, bulgares et albanais.  Les Serbes bogomiles, même s'il reconnaissaient l’autorité d’un souverain serbe, n’étaient plus considérés comme « serbes » par l'Église orthodoxe serbe, ils furent alors persécutés et chassés entre 1130 et 1200 (sous le règne de Stefan Nemanja) en Bosnie. La Bosnie, également sous l'autorité d’un souverain serbe, tolérait les Bogomiles serbes et bulgares sur son territoire.
Avec le schisme de 1054, le christianisme pour la première fois de son histoire se divisa profondément, l’Église de Rome se sépara de l’Église de Constantinople, Rome devint l’Église catholique et Constantinople devient l’Église orthodoxe. Les Serbes, les Bulgares et les Albanais, restèrent fidèles à leur première église, alors que les Croates devinrent catholiques. À la suite du schisme le royaume des Croates disparut (voir Pacta conventa (Croatie)) pour devenir partie intégrante du royaume de Hongrie, lui aussi catholique. Les Serbes eux, restèrent indépendants et leur Église obtint l’autocéphalité, en 1219, grâce à Saint Sava.
La chute de l'État médiéval serbe, lors de la prise de Smederevo par les Turcs en 1459 renforça l'autorité de l'Église, elle était en effet la dernière à préserver la conscience serbe. De 1459 à 1815 et l'instauration de la principauté de Serbie, l'Église était la seule à maintenir la culture serbe principalement dans les Krajinas et au Monténégro.

### Les caractéristiques de la conscience serbe
Nous décrirons ici, les différences de la conscience serbe, par rapport aux autres consciences nationales, ainsi que les points communs avec la conscience serbe avec les autres consciences.

## Deuxième version

### Avant leXIXesiècle
De manière générale, l'historien Eric Hobsbawm évoque les difficultés de connaitre « les sentiments des illettrés qui formaient l'écrasante majorité de la population mondiale avant le XXe siècle », soulignant que l'on ne dispose d'informations que sur la fraction instruite de la population, et qu'il est illégitime de généraliser de l'élite aux masses, ou de confondre le nationalisme avec un « nationalisme de noblesse ». Toutefois, il examine les sentiments d'appartenance collective antérieurs au XIXe siècle, et après avoir écarté les critères ethniques, linguistiques et religieux comme peu pertinents, il évoque la « conscience d'appartenir ou d'avoir appartenu à une entité politique durable » ayant existé chez certaines populations, et appelé « protonationalisme ». À propos des Serbes, il écrit « il n'y a pas de raison de refuser tout sentiment protonational aux Serbes d'avant le XIXe siècle [...] parce que le souvenir de l'ancien royaume vaincu par les Turcs avait été préservé dans les chants, les récits héroïques et, peut-être de façon plus pertinente, dans la liturgie quotidienne de l'Église serbe, qui avait canonisé presque tous les rois ».